# Ed Currie
Pour les articles homonymes, voir Currie.
Ed Currie, né le 18 août 1963 dans le township de West Bloomfield (Michigan), est un cultivateur de piment américain connu pour être le fondateur et président de la PuckerButt Pepper Company, ainsi que le créateur du Carolina Reaper et du Pepper X, piments les plus forts du monde,,.

## Biographie
Ed Currie naît dans le township de West Bloomfield (Michigan). Il est diplômé de l'université de Central Michigan. En 2001, Currie déménage en Caroline du Sud, où il commence à cultiver des piments dans son jardin et à expérimenter des croisements. En 2020, Ed Currie apparaît dans l'épisode « Le plus fort des piments » de la série documentaire Netflix We Are the Champions,. Currie participe aussi à l'émission de téléréalité Dirty Jobs.

## PuckerButt Pepper

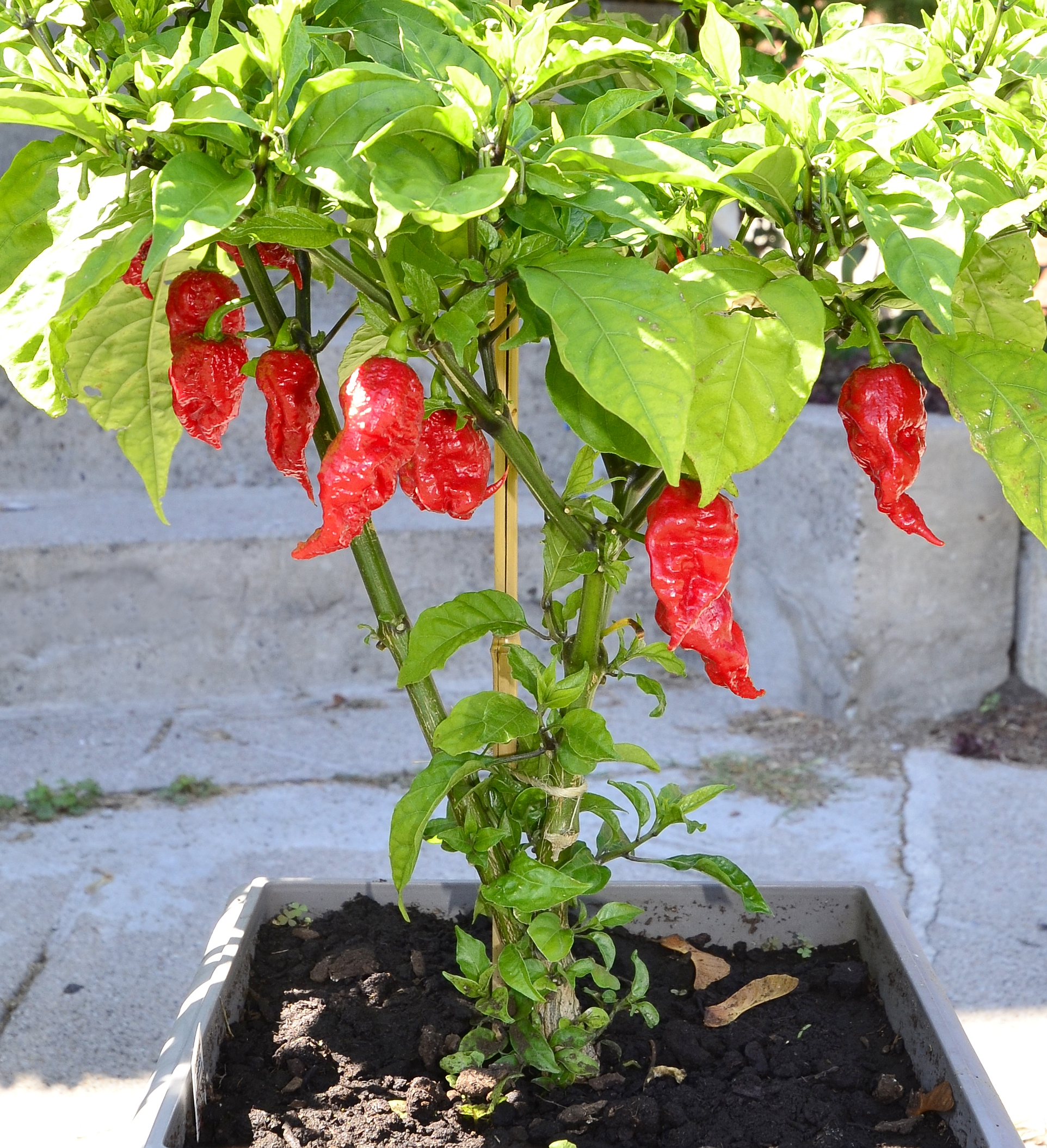
Ed Currie a créé le Carolina Reaper (ci-dessus) et le Pepper X, tous deux détenant le record du monde de puissance à différents moments.

Currie fonde la PuckerButt Pepper Company à Fort Mill, en Caroline du Sud, en 2003. L'entreprise vend des piments considérés comme extrêmement piquants mais aussi des graines, de la purée de piments et de la sauce piquante. PuckerButt est la plus grande ferme biologique de piments aux États-Unis, avec un chiffre d'affaires annuel moyen d'environ un million de dollars. Currie crée, spécialement pour la version américaine de l'émission Hot Ones, la sauce piquante « The Last Dab ». L'émission consiste en une interview dans laquelle, avant chaque question du présentateur, l'invité doit manger une aile de poulet couverte de sauce piquante dont la puissance augmente à chaque question, « The Last Dab » étant la sauce la plus épicée présentée,.
Currie effectue ses croisements de piments en récupérant le pollen d'un plant avec un pinceau, puis en transmettant ce pollen à un autre. Pour créer le Carolina Reaper (en français : la « faucheuse de Caroline »), Currie croise un Naga Morich (en) du Pakistan et d'un piment de La Soufrière de Saint Vincent,. Le Livre Guinness des records décerne en 2013 le titre de piment le plus fort du monde au Carolina Reaper de Currie,. La performance reste inégalée jusqu'à ce que, le 23 août 2023, il batte officiellement son propre record lorsque le Livre Guinness des records certifie son Pepper X comme le piment le plus fort de la planète, mesurant en moyenne 2 690 000 Scoville,.